# Abu ʿIsa Muhammad ibn Harun al-Raschid
Abu ʿIsa Muhammad ibn Harun al-Raschid war ein Sohn des fünften Abbasiden-Kalifen Harun al-Raschid (766–809); seine Mutter war eine Sklavin und Konkubine namens Irbah.
Die Märchen aus Tausendundeiner Nacht (→ Tausendundeine Nacht – Liste der Geschichten) beinhalten eine Erzählung über seine Liebe zu der Sklavin Qurrat al-ʿAin, (→ Die Liebe von Abu ʿIsa zu Qurrat al-ʿAin); die Geschichte spielt während der Regierungszeit seines Halbbruders al-Ma'mūn, des siebten Abbasiden-Kalifen. Seine Geliebte wurde später eine Favoritin des achten Abbasiden-Kalifen al-Muʿtasim (794–842).